# Herb Brisbane
Herb Brisbane (eng. Coat of arms of Brisbane) – herb, symbol miasta Brisbane w stanie Queensland w Australii.

## Opis herbu
W herbie widać dwa gryfy, które trzymają tarczę miasta. Na tarczy widać gwiazdy, biało-niebieskie falowane pasy i kaduceusza. Napis Meloria Sequimur oznacza "Dążymy do tego, co najlepsze". Na górze widoczny jest lampart, liście palmowe oraz wieniec wskazujący na barwy miasta.

## Symbolika
Meloria Sequimur - hasło "dążymy do tego co najlepsze"
Gryf - Gryf często jest używany jako szarża lub pomocnik. Chimeryczne stworzenie jest w połowie orłem, a w połowie lwem i mówi się, że kiedy osiągnie pełny wzrost, nigdy nie zostanie wzięte żywcem. Falisty niebieski pasek na szyi gryfa nawiązuje do miasta jako portu na rzece.
Tarcza - ma pokazywać całokształt działalności Brisbane i Thomasa Brisbane'a, od którego wzięło nazwę to miasto.
- Gwiazdy - wskazują na osiągnięcia Thomasa Brisbane'a w astronomii.
- Kaduceusz - symbol handlu, pokoju i boga Hermesa, obrońcy Handlu.
- Barwy - niebieski symbolizuje niebiosa, a biały - chmury.
- Węzeł Stafford (podobny kształtem do obróconego precla) - odznaka 38 pułku piechoty (Staffordshire Regiment), gdzie służył Thomas Brisbane.

Liście palmowe - symbol zwycięstwa
Lampart - symbol odwagi, cierpliwości i szlachetności.
Wieniec na górze - symbolizuje barwy miasta - niebieski i złoty.